# Dischidia litoralis
Dischidia litoralis är en oleanderväxtart som beskrevs av Rudolf Schlechter. Dischidia litoralis ingår i släktet Dischidia och familjen oleanderväxter. Inga underarter finns listade i Catalogue of Life.